# Yan Ziling

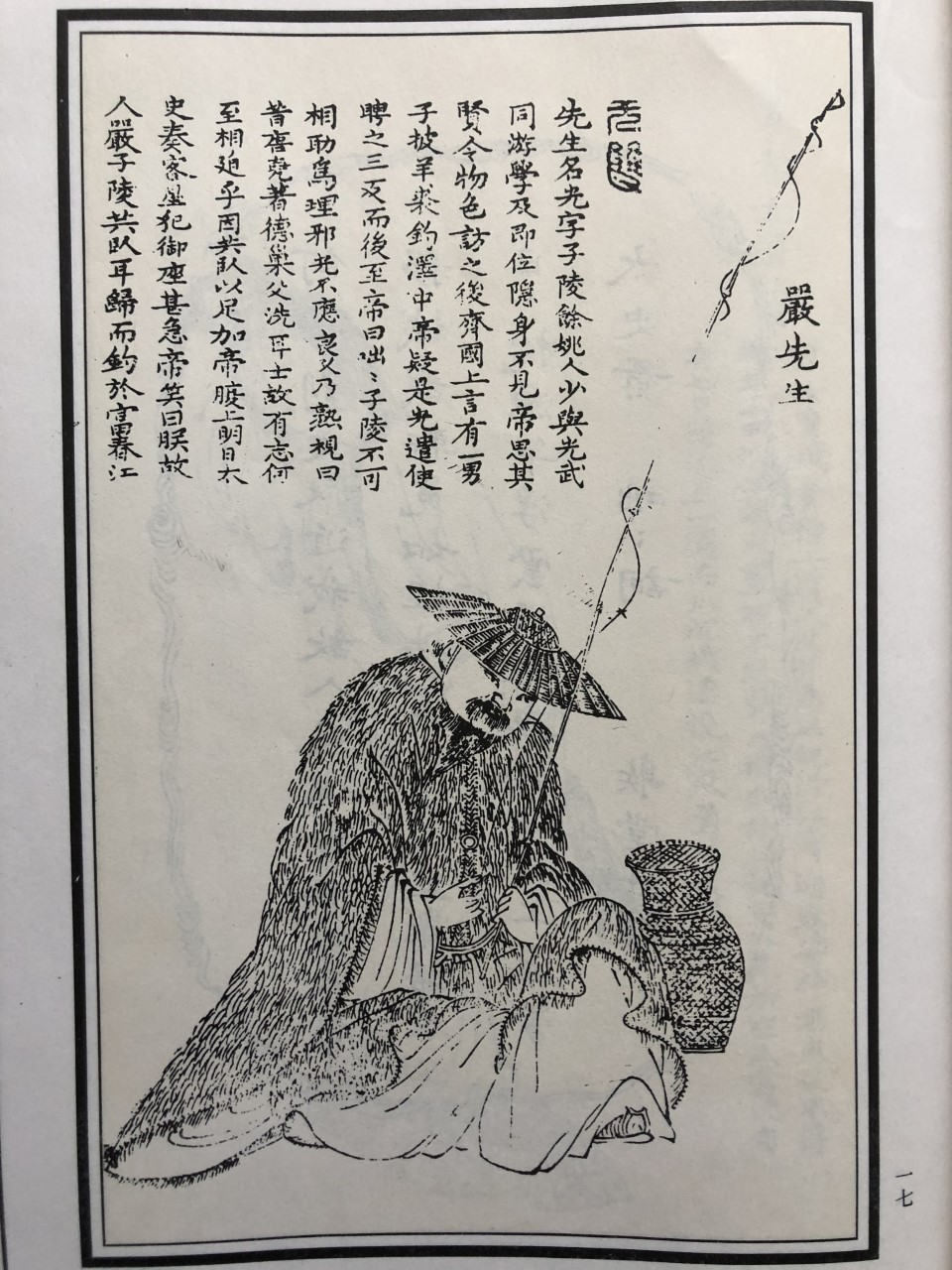
Yan Ziling zoals afgebeeld in de Wu Shuang Pu (無雙譜, Boek van weergaloze helden) door Jin Guliang

Yan Ziling (Chinees: 严子陵) (ca. 0-75) is een van de 40 opmerkelijke Chinezen uit het boek Wu Shuang Pu. Hij werd geboren in de Chinese stad Yuyao in het noordoosten van de provincie Zhejiang.
Yan studeerde aan de Keizerlijke Universiteit en was een geleerde die samen gestudeerd heeft met keizer Liu Xiu (erenaam: Wenshu), later bekend als Han Guangwudi. Liu Xiu bood hem na de studie een hoge functie aan bij het hof maar hij weigerde deze hoge functie omdat Yan dacht dat hij er corrupt van zou worden en verkoos te gaan leven als een kluizenaar in de bergen. Deze daad maakte van Yan Ziling een Chinese held. Yan Ziling is opgenomen in de Wu Shuang Pu, geschreven door Jin Guliang. De afbeeldingen en gedichten uit dit boek zijn wijdverspreid en hergebruikt; zo worden de afbeelding en gedichten veelvuldig toegepast op porselein.

## Moderne voorstelling
In 2016 werd er in China een televisieserie getoond genaamd Singing All Along, die ging over het leven van keizer Liu Xiu. Daar werd ook de rol van Yan Ziling in gespeeld. De serie was gebaseerd op het boek van Li Xin (2015); The Legend of Liu Xiu And Yin Lihua.